# Doo-Wops & Hooligans
Doo-Wops & Hooligans é o álbum de estreia de estúdio do cantor, compositor e produtor musical norte-americano Bruno Mars. Foi lançado pelas editoras discográficas Atlantic e Elektra Records em 4 de outubro de 2010. O álbum debutou na 3ª posição da Billboard 200, dos EUA, com a venda de 55 mil cópias em sua primeira semana de vendas. Atingiu também o Top 10 em países como Austrália, Canadá, Irlanda, França, Nova Zelândia e Brasil.
Seu primeiro single, "Just the Way You Are", chegou a ficar na 1ª posição da Billboard Hot 100 por quatro semanas consecutivas, enquanto o segundo single, "Grenade", além de também liderar as paradas norte-americanas, atingiu o 1o lugar em mais de quinze países mundialmente, tornando-se, portanto um hit internacional. O terceiro single, "The Lazy Song", apesar de não tão bem sucedido quanto os dois anteriores, alcançou a 4a posição na Billboard Hot 100, como a melhor, além do Top 20 em outros 11, incluindo Reino Unido, Canadá, Austrália, Áustria e Bélgica.

## Antecedentes e desenvolvimento
A liberação de Doo-Wops & Hooligans foi anunciada em um comunicado de imprensa em 25 de agosto de 2010, após o lançamento de estréia de Mars o extended play (EP), It's Better If You Don't Understand, no início do ano. Falando à MTV News , Mars disse que o EP deu um efeito agradável para o álbum. A capa do álbum foi lançado oficialmente em 30 de agosto de 2010. A lista de faixas oficial foi revelado pela Atlantic Records em 09 de setembro de 2010. Três canções do seu EP foram incluidas no álbum.
Sobre o título do álbum, Mars disse: "Doo-wop" é uma palavra muito especial para mim. Porque eu cresci ouvindo meu pai escutando doo-wop. canções doo wop além de vir de um tempo em que não havia truques você só precisava de uma bela melodia, você precisava de uma bela voz, e você precisava conectar. Doo-wop é uma forma especial de música que eu cresci é direto ao ponto, muito simples. Tenho canções assim, eu tenho esse lado, simples romântico de mim, mas eu também sou apenas um cara jovem, regular e isso é como o lado hooligans.

## Composição e influências
Doo-Wops e Hooligans foi notada por sua grande variedade de influências, com elementos de pop, de rock, reggae, R&B, soul e hip-hop. Nas letras, muitas faixas foram descritos como "sentir-se bem", despreocupado e otimista, incluindo a canção de amor Just the Way You Are ("Quando você sorri, o mundo inteiro pára e olha por um tempo"), a amizade da canção "Count on Me" ("Você pode contar comigo como, Eu estarei lá"), e Marry You, uma canção cantando uma ideia de união espontânea. Além disso, The Lazy Song é descrito como um hino à preguiça.
Por outro lado, os indivíduos mais escuros são abordados em Grenade, como ("Tomaria um tiro na cabeça"), Talking to the Moon (Tem na esperança que você está do outro lado "). O experimental colaboração The Other Side foi freqüentemente observada como destaque do álbum, sendo o que tem a melhor produção.

## Lançamento e promoção
Doo-Wops & Hooligans viu a sua estreia no Myspace em 24 de setembro e foi liberado para os varejistas digitais em 4 de outubro, e às lojas em 05 de outubro de 2010. A edição deluxe que inclui duas faixas mais: um remix de Just the Way You Are com Lupe Fiasco e Somewhere in Brooklyn, originalmente do It's Better If You Don't Understand.
Mars cantou várias das canções do álbum durante uma apresentação no Bowery Ballroom, em Nova York em 25 de agosto de 2010. Ele apareceu como convidado musical de Saturday Night Live em 09 de outubro de 2010 e cantou Just the Way You Are, Nothin' on You e Grenade. Ele apoiou Travie McCoy em sua turnê européia em meados de outubro a novembro de 2010. A Atlantic Records permitiu a série de televisão musical Glee para cobrir duas músicas do álbum, Just the Way You Are e Marry You foram realizadas em "Furt", um episódio que foi ao ar em novembro de 2010.

## Recepção

### Avaliação da crítica
| Críticas profissionais   | Críticas profissionais |
| Pontuações agregadas     | Pontuações agregadas   |
| Fonte                    | Avaliação              |
| ------------------------ | ---------------------- |
| Metacritic               | 61/100                 |
| Avaliações da crítica    |                        |
| Fonte                    | Avaliação              |
| About.com                | 4 de 5 estrelas.       |
| Allmusic                 | [ 18 ]                 |
| BBC Music                | desfavorável           |
| Canadian Online Explorer | 3 de 5 estrelas.       |
| Entertainment Weekly     | B+                     |
| The Guardian             | [ 20 ]                 |
| The New York Times       | favorável              |
| The New Zealand Herald   | [ 21 ]                 |
| Rolling Stone            | [ 12 ]                 |
| Slant Magazine           | [ 22 ]                 |

Após seu lançamento, Doo-Wops & Hooligans recebeu críticas variadas, foi dada uma normalizão classificando o de 61/100, com base em opiniões de Treze do agregado site Metacritic. Entertainment Weekly deu ao álbum de B+, louvando a Mars por seu acesso instantâneo em melodias. Sean Fennessey do The Washington deu ao álbum uma crítica favorável, chamando-o "sem esforço tuneful" e um bom começo para uma carreira durável.
A Rolling Stone chamou o álbum de melhor estréia do ano, cujas faixas de entregar prazer sem pretensão. Jon Caramanica do The New York Times chamou Doo-Wops & Hooligans um fantasticamente poliglota registro que mostra que ele é um estudo cuidadoso de uma série de songcraft pop, aplaudindo a sua variada gama de influências. Tim Sendra dos allmusic deu ao álbum uma classificação de três estrelas fora de cinco anos, chamando-lhe uma estréia irregular que não toca em seu potencial como um escritor ou um produtor.
Sendra elogiou o anteriormente canção lançada The Other Side, como o destaque do álbum. Eric Henderson escreveu para revista Slant criticando o álbum, dizendo que consegue desgastar suas boas-vindas a meio caminho. Scott Kara de The New Zealand Herald desfrutou as duas primeiras faixas do álbum, mas notou que poderia ter tido mais de ambos os elementos titular para aumentar a sua "potência". Ken Capobianco estava desapontado que o álbum não tinha um aspecto autobiográfico a ele, mas por outro lado elogiou a entrega de Mars. Alexis Petridis do The Guardian deu ao álbum uma classificação de duas estrelas em cada cinco, comentando o pop Bruno Mars. No entanto, Gareth Grundy também do The Guardian escreveu mais tarde: "Doo-Wops & Hooligans é invulgarmente eclética para um registro mainstream, pulando de reggae luz para Coldplay-lite e, no caso do recente hit The Lazy Song, mesmo novidade absoluta.

## Desempenho comercial
Nos Estados Unidos, Doo-Wops & Hooligans estreou no número três na Billboard 200 em 13 de outubro de 2010, vendendo 55 mil cópias. Desde então, o álbum já vendeu 1.258.500 cópias nos Estados Unidos e foi certificado em platina pela Recording Industry Association of America. O álbum estreou na mesma semana na parada de álbuns do Canadá em número seis, e chegou ao topo da parada em quatro meses depois. O álbum alcançou a posição número um no Reino Unido, entre os cinco primeiros na Nova Zelândia e Austrália, e número 29 na Irlanda. Em 2011, Doo-Wops & Hooligans foi certificado de Platina na Nova Zelândia, Austrália, Canadá e Reino Unido. A partir de 30 de outubro de 2011 o álbum vendeu 832.329 cópias no Reino Unido.

## Singles
- "Just the Way You Are" foi lançado como o primeiro single oficial de Doo-Wops & Hoolingans em 20 de julho de 2010.[37] Desde então, liderou as paradas de 17 países mundialmente, incluindo a Billboard Hot 100, dos EUA, onde ficou em #1 por quatro semanas consecutivas, tendo vendido mais de 4,5 milhões de cópias, segundo a Nielsen SoundScan (sendo certificado como 4x Disco de platina)[38][39] Também chegou ao topo do Australian Singles Chart da Austrália, da Canadian Hot 100, do Canadá, do Dutch Top 40, dos Países Baixos, da Irish Single Chart, da Irlanda, da New Zeland Top 20 Single Chart, da Nova Zelândia, da UK Singles Chart, do Reino Unido, e da ABPD Airplay Single Charts, do Brasil. Chegou também ao Top 10 em países como Dinamarca, França e México.[40][41][42][43] O video da música foi produzido por "Ethan Lader" e foi lançado em 8 de setembro de 2010.[5][44]
- "Grenade", o maior exito do álbum, foi lançado oficialmente como single em 28 de setembro de 2010, chegando ao #1 na Billboard Hot 100 e em mais 21 países ao redor do globo, que incluem: Espanha, França, Brasil, Suíça, Japão, Austrália, Canadá e Países Baixos. Sua vendagem chegou a 4,4 milhão de cópias nos EUA,[38][45][46][47][48] e mais de 6 milhões no resto do mundo, totalizando 10,4 milhões de cópias vendidas. O vídeo da música, dirigido por Alexander Nabil, foi lançado em 22 de novembro de 2010 que tem como característica Mars arrastando um piano vertical através de Los Angeles para cantar para a garota de seus sonhos, mais apenas descobre que ela está com outro homem.[49][50]
- "The Lazy Song" foi lançado como terceiro single do álbum, e foi enviado para as rádio mainstream dos EUA em 15 de fevereiro de 2011.[51] Ele atingiu o pico #1 no topo da UK Singles Chart e Danish Singles Chart, bem como entrou no Top 10 nos charts nacionais na Austrália, Canadá e os EUA.[45][52]  No Reino Unido os três singles deste álbum recebeu o sucesso comercial atingindo o primeiro lugar e venda de um conjunto 2,2 milhões de unidades.[38]
- "Marry You" foi lançado como quarto single do álbum em 22 de agosto de 2011.
- "Count on Me" foi lançado como quinto e último single do álbum apenas na Austrália em 7 de novembro de 2011.
- "Talking to the Moon" Lançada como single apenas no Brasil, devido ao sucesso nas paradas musicais do país, alcançando o topo na Brasil Hot 100 Airplay e Brasil Hot Pop Songs, ambas publicadas pela revista
- "The Other Side", música feita com o rapper B.o.B e o cantor CeeLo Green.
- "Liquor Store Blues" Ft., Damien Marley foi lançado como primeiro single promocional do álbum em 21 de Setembro de 2010. A canção estreou na posição 97 da Canadian Hot 100 em 1 de outubro de 2010
- Runaway baby escrita por Mars e por Brody Brown e produzida pelo grupo The Smeezingtons. A canção foi usada como a música de abertura do filme Friends with Benefits. Foi lançada em 11 de outubro de 2011
- Our First time é uma música lançada em 7 de outubro de 2010.

## Faixas
| Versão padrão |                                             | |                             |         |  |
| N.º           | Título                                      | Compositor(es) | Produtor(es)                | Duração |  |
| 1.            | "Grenade"                                   | Bruno Mars, Philip Lawrence, Ari Levine, Brody Brown, Claude Kelly, Andrew Wyatt                                             | The Smeezingtons            | 3:42    |  |
| 2.            | "Just the Way You Are"                      | Mars, Lawrence, Levine, Khalil Walton, Khari Cain                                                                            | The Smeezingtons, Needlz    | 3:40    |  |
| 3.            | "Our First Time"                            | Mars, Lawrence, Levine | The Smeezingtons            | 4:03    |  |
| 4.            | "Runaway Baby"                              | Mars, Lawrence, Levine, Brown                                                                                                | The Smeezingtons            | 2:27    |  |
| 5.            | "The Lazy Song"                             | Mars, Lawrence, Levine, K'naan                                                                                               | The Smeezingtons            | 3:15    |  |
| 6.            | "Marry You"                                 | Mars, Lawrence, Levine | The Smeezingtons            | 3:50    |  |
| 7.            | "Talking to the Moon"                       | Mars, Lawrence, Levine, Albert Winkler, Jeff Bhasker                                                                         | The Smeezingtons            | 3:37    |  |
| 8.            | "Liquor Store Blues" (com Damian Marley)    | Mars, Lawrence, Levine, Dwayne Chin-Quee, Mitchum Chin, Damian Marley, Thomas Pentz                                          | The Smeezingtons, Supa Dups | 3:49    |  |
| 9.            | "Count on Me"                               | Mars, Lawrence, Levine | The Smeezingtons            | 3:17    |  |
| 10.           | "The Other Side" (com Cee Lo Green e B.o.B) | Bruno Mars, Lawrence, Levine, Brown, M. Caren, Patrick Stump, K. Rastegar, J. Wicks, J. Ruzmma, J. Lopez, Bobby Simmons, Jr. | The Smeezingtons            | 3:47    |  |

| Faixas bônus da edição deluxe |                                                  |         |  |
| N.º                           | Título                                           | Duração |  |
| 11.                           | "Just the Way You Are" (Remix feat. Lupe Fiasco) | 3:58    |  |
| 12.                           | "Somewhere in Brooklyn" (EP version)             | 3:01    |  |

| Faixas bônus da edição japonesa |                                                  |         |  |
| N.º                             | Título                                           | Duração |  |
| 11.                             | "Just the Way You Are" (Remix feat. Lupe Fiasco) | 3:58    |  |
| 12.                             | "Somewhere in Brooklyn" (EP version)             | 3:01    |  |
| 13.                             | "Talking to the Moon" (Acoustic piano version)   |         |  |
| 14.                             | "Just the Way You Are" (Live)                    |         |  |
| 15.                             | "Grenade" (Live)                                 |         |  |
| 16.                             | "The Other Side" (Live)                          |         |  |

| Faixas bônus da edição européia e brasileira |                                                |         |  |
| N.º                                          | Título                                         | Duração |  |
| 11.                                          | "Somewhere in Brooklyn" (EP version)           | 3:01    |  |
| 12.                                          | "Talking to the Moon" (Acoustic piano version) | 3:37    |  |

| Faixas bônus da edição limitada |                                                            |         |  |
| N.º                             | Título                                                     | Duração |  |
| 11.                             | "Just the Way You Are" (Remix feat. Lupe Fiasco)           | 3:58    |  |
| 12.                             | "Somewhere in Brooklyn"                                    | 3:01    |  |
| 13.                             | "Talking to the Moon" (Acoustic piano version)             |         |  |
| 14.                             | "Just the Way You Are" (Walmart Soundcheck Version) (Live) |         |  |
| 15.                             | "Grenade" (Walmart Soundcheck Version) (Live)              |         |  |
| 16.                             | "The Other Side" (Walmart Soundcheck Version) (Live)       |         |  |

## Desempenho nas
| Chart (2010–11)                           | Melhor Posição |
| ----------------------------------------- | -------------- |
| Austrália - Australian Albums Chart       | 2              |
| Áustria - Austrian Albums Chart           | 2              |
| Bélgica - Belgian (Flanders) Albums Chart | 1              |
| Bélgica - Belgian (Wallonia) Albums Chart | 20             |
| Brasil - Top Álbuns Chart                 | 8              |
| Canadá - Canadian Albums Chart            | 1              |
| Croácia - Croatian Albums Chart           | 19             |
| Dinamarca - Danish Albums Chart           | 3              |
| Países Baixos - Dutch Albums Chart        | 1              |
| Finlândia - Finnish Albums Chart          | 3              |
| França - French Albums Chart              | 13             |
| Alemanha - German Albums Chart            | 1              |
| Hungria - Hungarian Albums Chart          | 29             |
| Irlanda - Irish Albums Chart              | 1              |
| Itália - Italian Albums Chart             | 11             |
| México - Mexican Albums Chart             | 5              |
| Nova Zelândia - New Zealand Albums Chart  | 2              |
| Noruega - Norwegian Albums Chart          | 10             |
| Polónia - Polish Albums Chart             | 7              |
| Portugal - Portuguese Albums Chart        | 6              |
| Espanha - Spanish Promusicae Chart        | 9              |
| Suécia - Swedish Albums Chart             | 6              |
| Suíça - Swiss Albums Chart                | 1              |
| Taiwan - Taiwanese Albums Chart           | 2              |
| Reino Unido - UK Albums Chart             | 1              |
| Estados Unidos - Billboard 200            | 3              |

| Chart (2010)                             | Posição |
| ---------------------------------------- | ------- |
| Austrália - Australian Albums Chart      | 45      |
| Nova Zelândia - New Zealand Albums Chart | 26      |

| Chart (2011)                              | Posição |
| ----------------------------------------- | ------- |
| Austrália - Australian Albums Chart       | 3       |
| Bélgica - Belgian Albums Chart (Flandres) | 5       |
| Bélgica - Belgian Albums Chart (Valônia)  | 38      |
| Canadá - Canadian Álbuns Chart            | 6       |
| Estados Unidos - Billboard 200            | 12      |
| Estados Unidos - Digital Albums           | 12      |
| Países Baixos - Dutch Albums Chart        | 5       |
| Reino Unido - UK Albums Chart             | 3       |

| País                  | Certificação (Vendas) |
| --------------------- | --------------------- |
| Alemanha - BVMI       | 2× Platina            |
| Austrália - ARIA      | 5× Platina            |
| Áustria - IFPI        | Platina               |
| Bélgica - BEA         | Ouro                  |
| Canadá - Music Canada | 3× Platina            |
| Dinamarca - IFPI      | Platina               |
| Estados Unidos - RIAA | Platina               |
| Nova Zelândia - RIANZ | 5× Platina            |
| Polónia - ZPAV        | Ouro                  |
| Reino Unido - BPI     | 5× Platina            |

## Histórico de lançamento
| País           | Data                    | Editora discográfica             | Formato |
| -------------- | ----------------------- | -------------------------------- | ------- |
| França         | 4 de Outubro de 2010    | Warner Music                     | CD      |
| Estados Unidos | 4 de Outubro de 2010    | Atlantic Records/Elektra Records | CD      |
| Áustria        | 5 de Outubro de 2010    | Warner Music                     | CD      |
| Canadá         | 5 de Outubro de 2010    | Warner Music                     | CD      |
| México         | 5 de Outubro de 2010    | Warner Music                     | CD      |
| Nova Zelândia  | 11 de Outubro de 2010   | Warner Music                     | CD      |
| Austrália      | 15 de Outubro de 2010   | Warner Music                     | CD      |
| Japão          | 12 de Janeiro de 2011   | Warner Music                     | CD      |
| Alemanha       | 14 de Janeiro de 2011   | Warner Music                     | CD      |
| Dinamarca      | 17 de Janeiro de 2011   | Warner Music                     | CD      |
| Reino Unido    | 17 de Janeiro de 2011   | Elektra Records                  | CD      |
| Polónia        | 24 de Janeiro de 2011   | Warner Music                     | CD      |
| Brasil         | 18 de Fevereiro de 2011 | Warner Music                     | CD      |